# Simme
Die Simme ist ein 55 km langer Fluss im Berner Oberland in der Schweiz mit einem Einzugsgebiet von 593 km². Mit einem mittleren Abfluss von rund 21 m³/s ist sie der bedeutendste Nebenfluss der am Mündungspunkt nur geringfügig grösseren Kander.

## Name
Der Name erscheint erstmals in dem Ortsnamen Zweisimmen im Jahr 1228 als Duessimenes. Der Name könnte auf einen keltischen Flussnamen *Semónā zurückgehen, welcher mit dem urkeltischen Wort *sem-o- (giessen) in Zusammenhang stehen könnte. Alternativ wäre auch eine ursprüngliche Form Sumina möglich, was eine Ableitung des indoeuropäischen Wasserwortes sei, so, si (tröpfeln, rinnen, feucht) ist.

## Verlauf
Die Simme entspringt bei den Siebenbrünnen, einer Karstquelle auf der Rezlialp am Westfuss  des Wildstrubels in den Berner Alpen. Noch auf der Rezlialp nimmt die Simme von links den Trüebbach auf. Die Siebenbrünnen und der Trüebbach werden hauptsächlich vom Schmelzwasser des Glacier de la Plaine Morte gespeist, einem Plateaugletscher auf dem Gebirgskamm zwischen dem Simmen- und dem Rhonetal.
Unterhalb der Rezlialp bildet der Fluss die Simmenfälle und überwindet dabei kaskadenartig eine Höhe von etwa 200 m. Südlich des Dorfes Lenk erreicht die Simme den flachen Talgrund und fliesst nun in nordnordwestlicher Richtung meist begradigt durch das Obersimmental. Bei St. Stephan wendet sich der Fluss nach Norden. Im weiten Talkessel von Zweisimmen mündet von Westen die Kleine Simme, ein etwa 10 km langer Bach, der sein Quellgebiet beim Pass Saanenmöser hat.
Danach rücken die beidseitigen Hänge wieder zusammen, und mit einer Talstufe wird bei der Laubegg südlich von Boltigen das Niedersimmental erreicht. Hier wendet sich die Simme allmählich in Richtung Osten; im Norden wird sie jetzt von der Gantrisch- und der Stockhornkette begleitet. Die Ortschaften liegen hier nicht im engen Talgrund, sondern auf einer sonnenreichen Terrasse am nördlichen Talhang. Bei Oey mündet von rechts der Chirel aus dem Diemtigtal in die Simme. Den unteren (östlichen) Abschluss des Niedersimmentals bildet die "Port", ein enger Felsdurchbruch zwischen der Stockhornkette und dem Niesen.
Unterhalb von Wimmis mündet die Simme in die Kander, und diese fliesst wenige Kilometer weiter zwischen Thun und Spiez in den Thunersee.
Der etwa 55 km lange Lauf der Simme endet ungefähr 823 Höhenmeter unterhalb ihrer Quelle, sie hat somit ein mittleres Sohlgefälle von circa 15 ‰.

## Brücken
Auf ihrem Weg wird die Simme von rund 90 Brücken überquert. Fünfzehn Übergänge führen über gedeckte Holzbrücken, wobei die Pfaffenriedbrücke denkmalgeschützt ist. Die MOB-Eisenbahnbrücke in Zweisimmen, die Garstattbrücke von Robert Maillart in Boltigen sowie die alte Portbrücke in Wimmis sind ebenfalls geschützte Bauwerke.

## Simme-Galerie

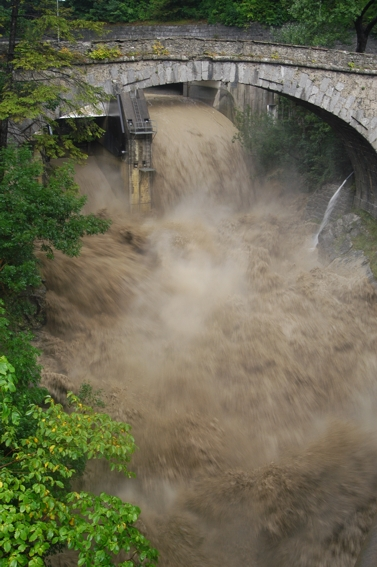
Simme-Hochwasser (2005)
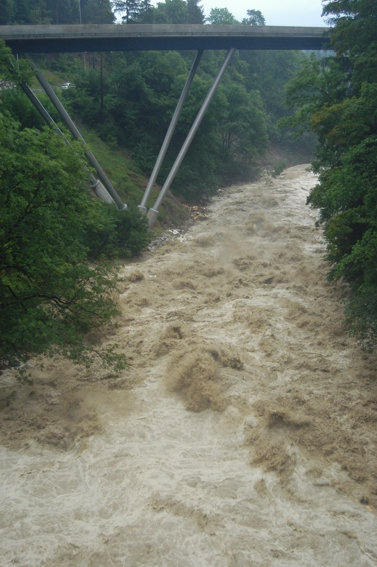
Simme-Hochwasser (2005)
Laubeggfälle unterhalb der Ruine Laubegg zwischen Zweisimmen und Boltigen (ca. 1910)
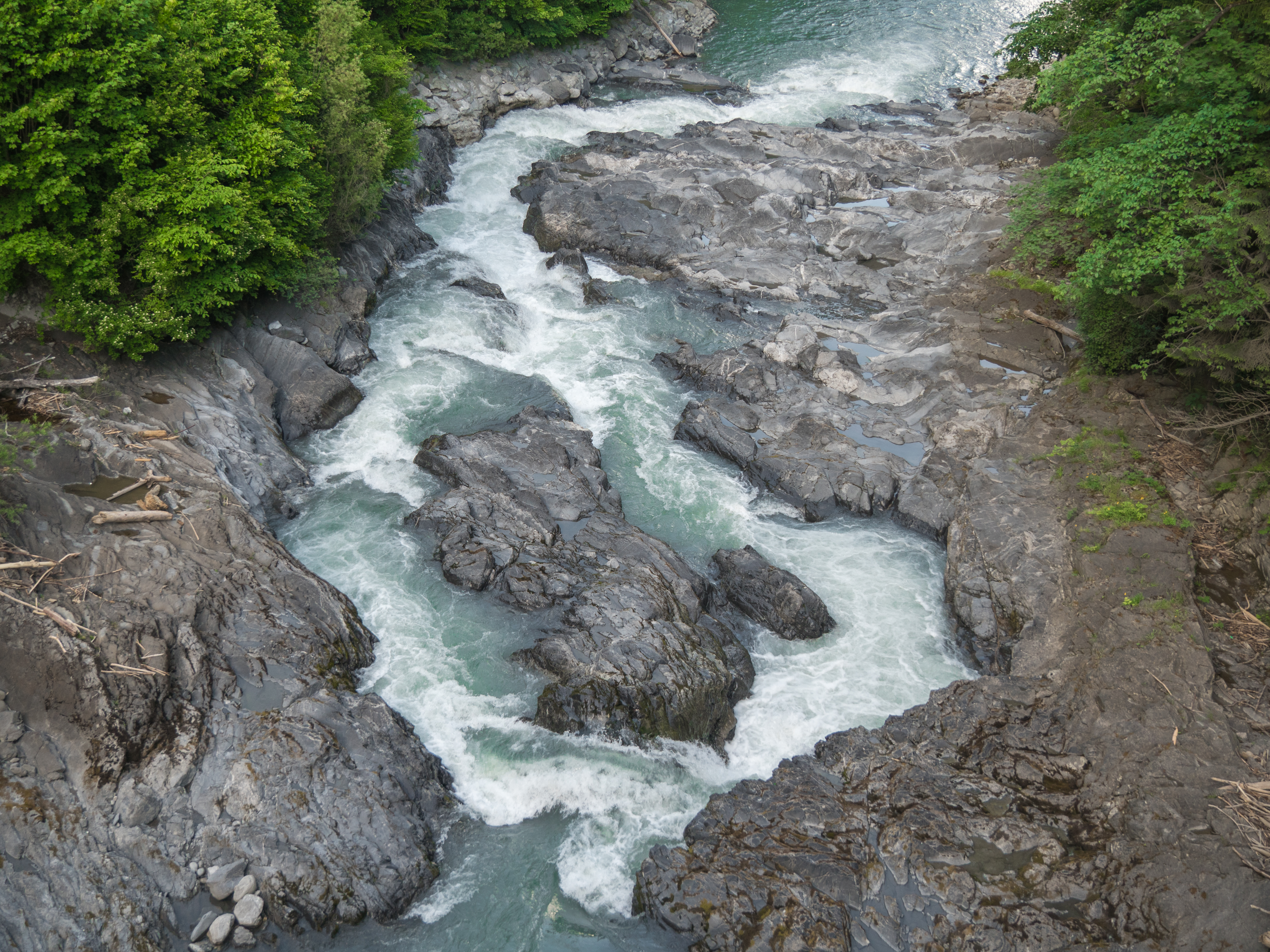
Simmenporte Felsdurchbruch bei Wimmis
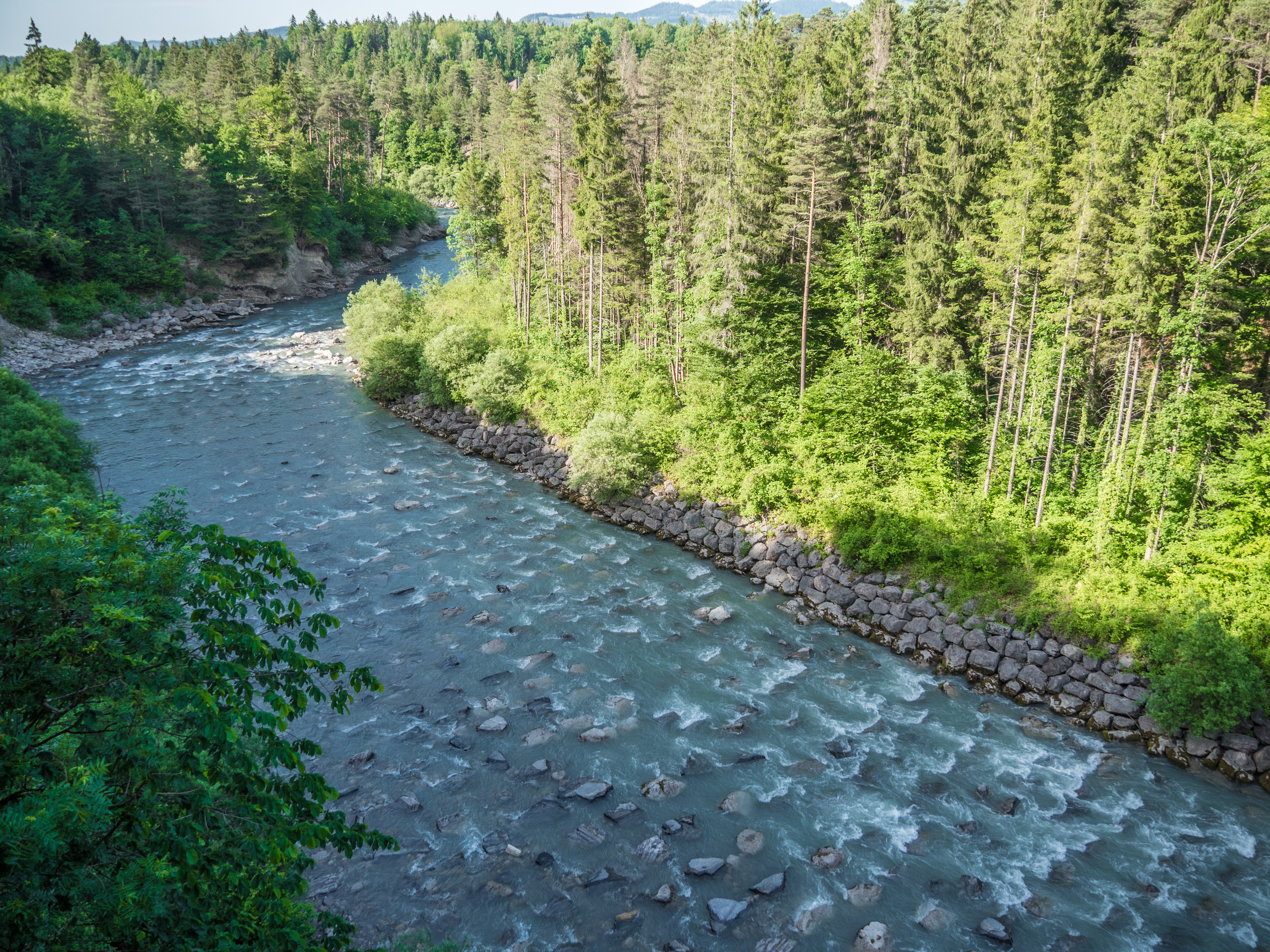
Simme kurz vor der Mündung in die Kander
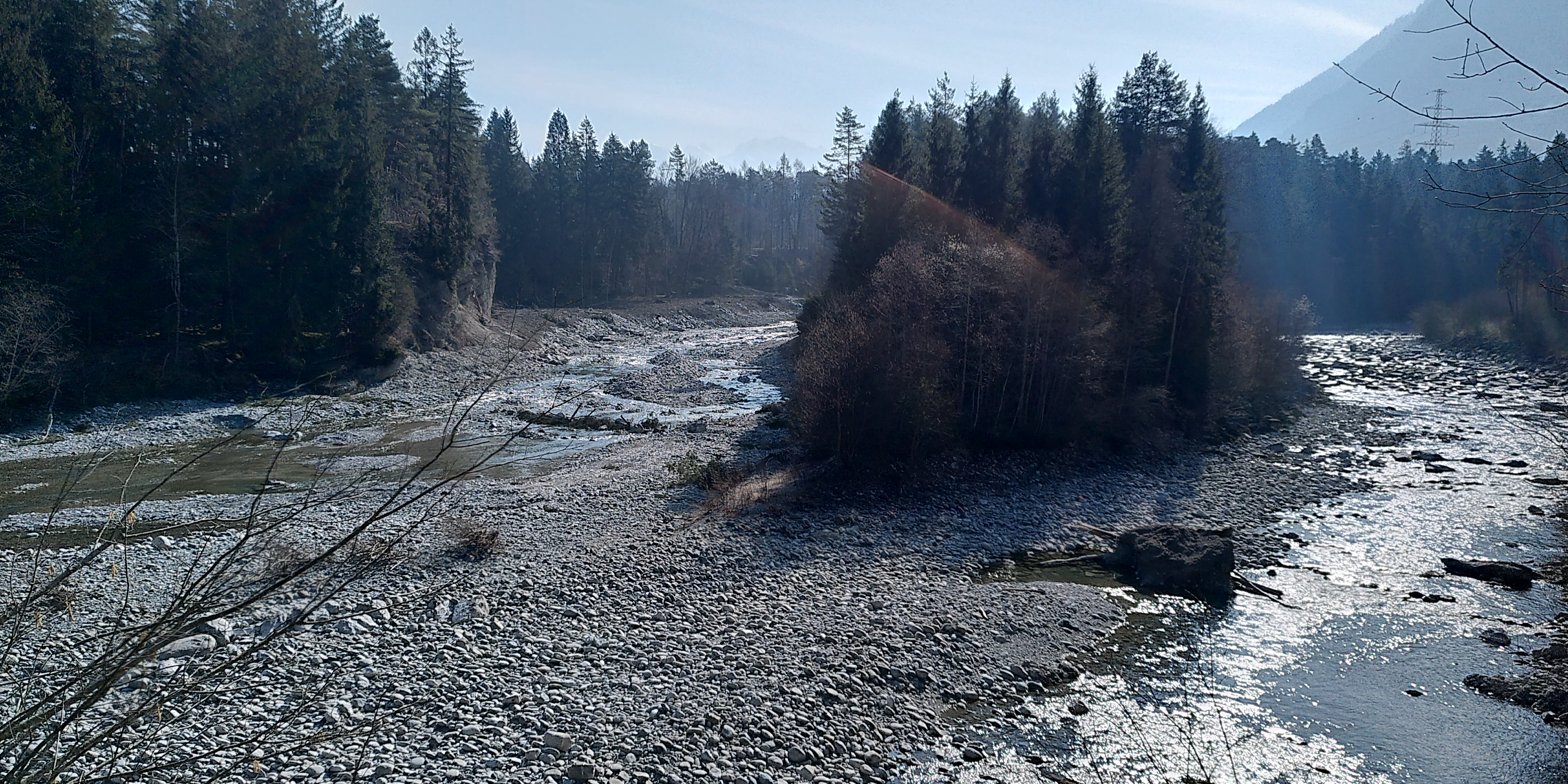
Zusammenfluss Kander und Simme (rechts)
Simmefäll 1905